# 2448 Sholokhov
2448 Sholokhov è un asteroide della fascia principale del diametro medio di circa 30,24 km. Scoperto da Ljudmila Ivanovna Černych nel 1975, presenta un'orbita caratterizzata da un semiasse maggiore pari a 2,7933444 UA e da un'eccentricità di 0,1126796, inclinata di 17,71133° rispetto all'eclittica.